# بنگلادش بزرگ
بنگلادش بزرگ نظریه‌ای سیاسی است که توسط برخی سیاستمداران و نویسندگان هندی به کار برده می‌شود. بر اساس این نظریه شهروندان بنگلادش در تلاش برای تصرف چهار ایالت هند به نام‌های بنگال غربی، تریپورا، آسام، و جزایر آندامان هستند. اساس این نظریه مهاجرت گسترده غیرقانونی شهروندان بنگلادش به هند است.

## پیش زمینه
منطقه قومی-زبانی بنگال شامل کشور بنگلادش و ایالت بنگال غربی هند و همچنین بخش‌هایی از ایالت‌های آسام و تریپورا می‌شود. در زمان حکومت هندوها در بنگلادش ایده بنگلادش بزرگ برای اولین بار به وجود آمد و به دنبال وحدت و یکپارچگی بین افراد بنگالی زبان در مناطق بنگالی‌نشین بود. این مناطق در زمان استعمار انگلستان موفق به جمهوری بنگال شدند که تحت نظارت انگلستان در سال ۱۷۶۵ تأسیس شد. در سال ۱۹۴۷ این منطقه به دو بخش بنگال غربی با اکثریت هندو و بنگال شرقی (بنگلادش امروزی) با اکثریت مسلمان، به منظور راحت‌تر شدن تشکیل دولت مسلمان پاکستان که بنگال شرقی جزیی از آن بود، تقسیم شد.

## بنگلادش یکپارچه
در ژانویه ۱۹۴۷، سرات چندرا بوسه که از سردمداران آزادی هند از استعمار انگلستان بود از کنگره هند در اعتراض به تقسیم شدن بنگال استعفا داد. او به دنبال ایجاد بنگلادشی مستقل از هند و پاکستان بود و حزب جمهوری سوسیال را برای رسیدن به این هدف تشکیل داد. در آن زمان حسین شهید سهروردی و ابوالهاشم، دو رهبر مسلمان بنگالی نیز برای تشکیل بنگلادشی مستقل شامل دو بخش بنگال غربی و شرقی دست به اقداماتی زدند. اکرم خان و خواجه نظام الدین، دو رهبر دیگر مسلمان بنگلادش تمایل به پیوستن بنگلادش اتحاد یافته به پاکستان بودند. آکهیل بهاراتیا هندو ماهاسابها، و سیاما پراساد موکرجی، بنیان‌گذار حزب بهاراتیا جانی سنگ که بعدها به حزب بهاراتیا جاناتا تغییر یافت، نسبت به ایده استقلال بنگلادش یا ایجاد بنگلادش متحد مخالفت می‌ورزیدند. جواهر لعل نهرو نیز با بنگلادشی متحد و مستقل از هند مخالف بود.

## توهم توطئه
از نظر برخی سیاستمداران و نویسندگان هندی، مهاجرت غیرقانونی و گسترده بنگالی‌ها به ایالت‌های شمال شرقی هند توطئه‌ای برای ایجاد بنگلادش بزرگ است. این گروه بر این باور هستند که گروه‌های سیاسی در بنگلادش و دولت بنگلادش این مهاجرت‌های غیرقانونی را تشویق می‌کنند تا بتوانند اکثریتی مسلمان را در این مناطق شکل دهند و بتوانند در آینده برای الحاق این مناطق بنگالی و مسلمان به بنگلادش اقدام کنند. برخی در هند برای مقابله با این توطئه پیشنهاد اشغال بخش‌هایی از بنگلادش را کرده‌اند تا بتوان مهاجران بنگال غیرقانونی را به آنجا فرستاد، برخی دیگر نیز کشتار مهاجران بنگلادشی را پیشنهاد کرده‌اند. با این حال شمار مهاجران غیرقانونی بسیار کمتر از آن چیزی به نظر می‌رسد که نظریه پردازان توطئه در هند به آن معتقد هستند. برخی از ناظران بر این باور هستند که این توهم توطئه در واقع نه دربارهٔ مهاجران بنگلادشی بلکه علیه جمعیت مسلمان بنگال است. همچنین برخی از خطر الحاق آسام به بنگال غربی اشاره کرده‌اند. در دهه پنجاه میلادی، آتولیا گوش، یکی از رهبران کنگره ملی هند، به دنبال الحاق بیهار به بنگال غربی بود.

## مهاجرت غیرقانونی
در سال‌های نخست سده ۲۱، حلقه‌های سیاسی هند مهاجرت غیرقانونی از بنگلادش به هند را به صورت جدی مورد توجه قرار داده‌اند. دولت بنگلادش از وجود چنین مهاجرت سازماندهی شده را انکار می‌کند و شهروندی مهاجران غیرقانونی را لغو کرده‌است. دلیل اصلی مهاجرت به هند نیازهای اولیه مانند غذا، خانه، لباس، وضعیت اقتصادی بهتر، کار بهتر و درآمد بهتر عنوان شده‌است. مرکز مطالعات زنان و کودکان تخمین زده است که در سال ۱۹۹۸، ۲۷٬۰۰۰ بنگلادشی مجبور به روسپی‌گری در هند شده‌اند.

## اقدام مسلحانه
در سال ۲۰۰۲ نه گروه اسلامی که در بنگلادش غیرقانونی اعلام شده‌اند و رهبران آن‌ها به اعدام محکوم شده‌اند، گروهی متحد را تشکیل دادند که یکی از اهداف خود را به وجود آوردن بنگلادش بزرگ اعلام کرده‌است. به لحاظ تاریخی هند و بنگلادش یکدیگر را به حمایت از گروه‌های مسلح و تندرو متهم کرده‌اند.

## کشتار نلی
در آسام، حساسیت نسبت به مهاجرت بنگلادشی‌ها در سال ۱۹۷۹ و رهبری اتحادیه دانشجویی آسام اوج گرفت. خواسته این گروه توقف مهاجرت غیرقانونی و بازگرداندن مهاجران غیرقانونی به بنگلادش بود. این مخالفت به خشونت قومی تبدیل بین بنگال‌های مسلمان و آسامی‌ها تبدیل شد. پس از اختلاف نظر در مورد انتخابات محلی این وقایع در نهایت به کشتار نلی در سال ۱۹۸۳ انجامید که در آن ۳۰۰۰ مسلمانان بنگالی به قتل رسیدند. این کشتار یکی از اولین اقدام‌ها برای پاکسازی قومی در هند است که موارد مشابه در دهلی، بمبئی و گوجورات نیز رخ داد. دو سال بعد دولت هند توافق نامه را برای پایان به این خشونت‌ها امضا کرد و شروع به کشیدن حصار بین مرز بنگلادش و آسام کرد. با این حال از آنجایی که شمار زیادی مسلمان بنگالی هندی در آسام زندگی می‌کنند تشخیص مهاجران بنگلادشی در آسام بسیار دشوار است